# 克羅地亞國家劇院 (薩格勒布)
克羅埃西亞國家劇院是位於克羅埃西亞首都扎格瑞布的一家劇院，又稱HNK扎格瑞布，集合了劇院、歌劇院和芭蕾舞的演出場地 。1995年10月14日，劇院慶祝其開幕100週年。

## 外部連結
- Croatian National Theatre in Zagreb（页面存档备份，存于）

45°48′34″N 15°58′12″E / 45.80944°N 15.97000°E